# Jean-Bernard Mary-Lafon
Jean-Bernard Mary-Lafon (* 26. Mai 1810 in Lafrançaise; † 24. Juni 1884 in Montauban) war ein französischer Historiker, Literat, Romanist und Provenzalist.

## Leben und Werk
Jean-Bernard Lafon, alias Mary-Lafon (Mary = Marius) wuchs in Montauban auf. 1830 ging er nach Paris und führte ein Literatenleben. 1836 wurde er Mitglied der Société nationale des antiquaires de France. Ab 1865 war er Bibliotheksleiter in Montauban.

Mary-Lafon gehörte zu den Entdeckern und resoluten Verfechtern der mittelalterlichen Größe des provenzalisch-okzitanischen Kulturraums in Südfrankreich, den er in eine Geschichte des italienisch-französisch-spanischen Südeuropas eingliederte.

## Werke (Auswahl)
- Bertrand de Born [Roman], Paris 1839
- Tableau historique et littéraire de la langue parlée dans le midi de la France et connue sous le nom de langue romano-provençale, Paris 1842 (Prix Volney des Institut de France 1841)
- Histoire politique, religieuse et littéraire du Midi de la France depuis les temps les plus reculés jusqu’à nos jours, 4 Bde., Paris/Lyon 1842–1845
- Le Languedoc ancien et moderne, Paris 1846
- Rome ancienne et moderne depuis sa fondation jusqu’à nos jours, Paris 1852
- (Hrsg.) Le Roman de Jaufré, Paris 1855 (aus der Matière de Bretagne)
- (Nacherzähler) Les aventures du chevalier Jaufré et de la belle Brunissende, Paris 1856
- (Nacherzähler) Fiérabras, légende nationale, Paris 1857 Fierabras
- Mille ans de guerre entre Rome et les papes, Paris 1860
- Histoire d’une ville protestante [Montauban], Paris 1862
- Histoire d’Espagne depuis les premiers temps jusqu’à nos jours, Paris 1865
- La France ancienne et moderne, Paris 1865
- (Nacherzähler) La Croisade contre les Albigeois. Epopée nationale [par Guillaume de Tudèle], Paris 1868 Gesang vom Albigenserkreuzzug
- Histoire littéraire du midi de la France, Paris 1882
- Histoire de Bordeaux, Bordeaux 1987
- Cinquante ans de vie littéraire, Paris 1882 (Cinquante ans de vie littéraire. Les deux premiers chapitres, Angeville 2010)